# Puntate di Inside man
Le puntate della serie televisiva Inside man, composta da 4 puntate sono state pubblicate sul servizio di streaming on demand Netflix, il 31 ottobre 2022.
| nº | Titolo originale | Titolo italiano | Pubblicazione   |
| -- | ---------------- | --------------- | --------------- |
| 1  | Episode 1        | Episodio 1      | 31 ottobre 2022 |
| 2  | Episode 2        | Episodio 2      | 31 ottobre 2022 |
| 3  | Episode 3        | Episodio 3      | 31 ottobre 2022 |
| 4  | Episode 4        | Episodio 4      | 31 ottobre 2022 |

## Episodio 1
L'ex docente di legge Jefferson Grieff è nel braccio della morte per aver ucciso sua moglie. Da consigli su casi complicati. Il reverendo Harry Watling va a prendere l'insegnante di matematica di suo figlio adolescente, Janice Fife, dalla stazione dove ha aiutato la giornalista Beth Davenport a uscire da una situazione di molestie in metropolitana. Watling accettò con riluttanza una chiavetta USB con il porno di Edgar, un parrocchiano con tendenze suicide che lo stava nascondendo alla madre severa. Quando Harry rientra in casa sua, lascia cadere le chiavi e la chiavetta in un piatto. Suo figlio Ben passa la chiavetta a Janice, che non riesce a far funzionare il computer. Vede il porno, che comprende materiale pedopornografico. Ben torna a chiederla indietro non sapendo che è materiale pedopornografico spiegando che è la sua chavetta e non di suo padre. Janice affronta Harry, che nega fermamente che la chiavetta appartenga a suo figlio, ma non vuole spiegare di chi sia. Janice insiste che è di Ben e lo sta andando a denunciare alla polizia. Non volendo che suo figlio innocente sia accusato di essere un pedofilo, Harry finisce per aggredire Janice nel tentativo di impedirle di uscire di casa. Finisce per rinchiuderla nella cantina.

## Episodio 2
La giornalista Beth visita Grieff nel braccio della morte in prigione per un articolo. Ritorna quando riceve uno strano messaggio dalla sua amica Janice, che teme possa essere scomparsa. Grieff la mette alla prova e dice che può osservare il prossimo caso e scriverne purché non gli menzioni mai più Janice. Beth accetta con riluttanza e viene quindi mandata a svolgere compiti per risolvere il caso successivo. Il prete Harry e sua moglie, Mary, non sanno cosa fare con Janice nel loro seminterrato. Sorprendentemente, Janice offre suggerimenti su come farla franca con l'omicidio. Si è anche tagliata e fatto l'urina in tutta la cantina. Quando la polizia indagherà e troverà la sua agenda, vedrà che il suo ultimo appuntamento era alla casa del prete, dove ci saranno prove. Harry cerca di far confessare a Edgar che la chavetta è sua mentre  registra la conversazione, ma Edgar, temendo l'ira di sua madre, mente. Edgar è molto angosciato, e Harry decide di prendersi la colpa per la chiavetta per risparmiare a suo figlio, Ben, e al vulnerabile Edgar di essere indagati (e presumibilmente risparmiandosi di dover uccidere Janice). Ma Edgar torna a casa e si impicca, lasciando un biglietto che dice: "Non credere che il prete sia un pedofilo. Sta proteggendo qualcun altro"

## Episodio 3
Grieff viene informato che la data della sua esecuzione è stata fissata per tre settimane da oggi. Beth torna in Gran Bretagna e incontra un contatto di Grieff per seguire le piste su Janice. Harry viene interoggato dalla polizia per quanto riguarda la nota di suicidio di Edgar, ma la formulazione della nota lascia ambiguo se stesse proteggendo / accusando Ben, Edgar o qualcun altro. Con l'accesso alla password di Janice, Mary scrive un'e-mail da inviare alla sorella di Janice per annullare la sua prossima chiamata Skype, sostenendo di essere in viaggio a piedi per una settimana al fine di creare un alibi per la sua scomparsa. Grieff si offre di fornire la posizione della testa di sua moglie, che aveva nascosto in un luogo segreto, in cambio di una sospensione dell'esecuzione. Harry costringe sua moglie a lasciare la casa con l'intenzione di uccidere Janice soffocandola con una stufa a gas che perde, ma non sa che Ben ha trovato Janice nel seminterrato e ora è stato chiuso con lei dopo che Harry ha sigillato la porta. Mary si rende conto di aver commesso un grave errore inviando l'e-mail alla sorella di Janice.

## Episodio 4
Grieff parla con il suo ex suocero, offrendosi di dargli la posizione della testa di sua figlia in cambio dell'uomo che usa i suoi contatti criminali per garantire una sospensione dell'esecuzione. Grieff viene picchiato per confessare, ma il direttore della prigione usa il nastro del pestaggio per assicurarsi che Grieff riceva la sua estensione. Mentre Janice cerca di convincere Ben a chiamare la polizia insistendo sul fatto che non può fidarsi dei suoi genitori, Mary chiama Harry e spiega che devono trovare un modo per gestire il laptop o la polizia chiederà come Janice ha inviato l'e-mail. Harry passa a Mary il portatile attraverso la finestra. Caricata con il computer portatile, la borsa e la giacca di Janice, Mary scopre le chiavi di casa di Janice nella tasca della giacca. Quando va a lasciare le sue cose nell'appartamento di Janice, Mary si imbatte in Beth, che è stata condotta lì da uno dei soci di Grieff. Quando Mary riceve una chiamata da Ben, è in grado di spiegare l'essenziale della situazione per quanto riguarda la chiavetta, ma in una successiva discussione con Beth, Mary cammina freneticamente all'indietro in strada e viene colpita a morte da un camion. Tornato nel seminterrato, Ben diventa agitato dall'avvelenamento da monossido di carbonio della stufa a gas difettosa mentre mette in discussione le azioni iniziali di Janice e finisce per colpirla alla testa con un martello poco prima che suo padre possa tornare nel seminterrato. Harry si offre di prendersi la colpa, pianificando di uccidere Janice anche quando si rivela essere ancora viva, ma Beth lo intercetta proprio mentre tenta di sferrare l'ultimo colpo. In un'ultima chiamata Skype tra Grieff e Harry, Grieff spiega che ha capito che Harry era coinvolto da quando Janice era andata per l'ultima volta nella casa del prete, e non hanno mai presentato una denuncia di scomparsa, anche se ammette che ha tirato a indovinare. A sole due settimane dalla sua esecuzione, Grieff suggerisce che potrebbe dire a Harry imprigionato esattamente perché ha ucciso sua moglie un giorno, dal momento che condividono un legame unico, visto che la moglie di Harry è morta a causa degli eventi che lui, il prete, ha messo in moto. 
In una scena post-credits, Grieff riceve la visita di Janice, che chiede il suo aiuto per uccidere suo marito, che è implicito che abbia simulato la sua morte e / o le abbia fatto un torto prima. Quando Janice fa notare che Grieff non è sorpreso dalla sua richiesta, riconosce che, nel braccio della morte, tutti sono assassini.